# 里木佐甫良
里木 佐甫良（さとき さぶろう、1912年3月31日 - 1999年12月23日）は、日本の俳優。本名は佐藤 喜三郎。旧芸名は里木三郎、里木左甫良。他に里木三朗、里木三甫良、黒木三郎、黒木三朗、黒木左甫良、黒木佐甫良、悟木三郎などの別表記もある。
山形県山形市八森出身。旧制・山形県立山形中学校（現・山形県立山形東高等学校）卒業。東京俳優生活協同組合に所属していた。

## 来歴・人物
中学校卒業後の1930年に上京し、1931年、日本俳優学校（歌舞伎役者・六代目尾上菊五郎が設立した四年制の学校）へ二期生として入学し、演技を学ぶ。同期には山形勲や植村謙二郎、加藤嘉、三津田健がいた。その後は日本楽劇協会演劇研究所（山田耕筰が設立）に在籍し、1944年に陸軍移動演劇隊に入隊、満州および北支・中支前線を慰問で廻った。
戦後は東宝劇団、劇団東京、二代目曾我廼家五郎劇団、劇団東芸（設立にも参加）などに所属し、昭和30年代からテレビドラマや映画で脇役として活躍。晩年は伊丹十三監督作品の常連俳優だった。デビュー当時の芸名は『里木三郎』。1960年代中盤頃に『里木佐甫良』に改名。
特技は鼓、山形弁。
1999年12月23日、死去。87歳没。

## 出演

### 映画
- 挽歌（1957年、松竹 / 歌舞伎座）
- 蟻の街のマリア（1958年、松竹）
- からたち日記（1959年、松竹 / 歌舞伎座）
- 破戒（1962年、大映京都）
- 君よ憤怒の河を渉れ（1976年、松竹） - 写真館の主人
- 天保水滸伝 大原幽学（1976年、大映） - 甚左衛門
- はだしのゲン 涙の爆発（1977年、現代ぷろだくしょん） - 江波の貸し間の主人
- 幸福の黄色いハンカチ（1977年、松竹）
- あゝ野麦峠（1979年、新日本映画 / 東宝）
- 小説吉田学校（1983年、フィルムリンク・インターナショナル） - 石橋湛山
- Lie Lie Lie（1997年、東映 / ポニーキャニオン / 博報堂）
- 伊丹十三監督作品
  - お葬式（1984年、伊丹プロ） - 葬儀屋の部下
  - タンポポ（1986年、伊丹プロ） - 日の出ラーメンのおやじ
  - マルサの女2（1988年、伊丹プロ） - 家主
  - あげまん（1990年、ITAMI FILMS INC.） - タクシーの運転手
  - ミンボーの女（1992年、ITAMI FILMS INC.） - ホテルマン（日本一のドアマン）
  - 大病人（1993年、ITAMI FILMS INC.） - 病院の患者
  - 静かな生活（1995年、伊丹プロ）
  - スーパーの女（1996年、伊丹プロ） - 駐車場係

### テレビドラマ
- プレイハウス（テレビ劇場） / 旅路（1957年、NHK）
- 私だけが知っている（NHK）
  - 足場（1958年）
  - 闇をさぐる（1961年）
- お好み日曜座 / 貸別荘とお嬢さん（1958年、NHK）
- 灯 今も消えず / 勝海舟（1958年、NTV）
- ここに人あり（NHK）
  - 第60回「花のお嬢さん」（1958年）
  - 第99回「鶏と人間」（1959年）
- 黒帯先生青春記（1958年 - 1959年、NTV）
- 私は貝になりたい（1958年、KRT） ※第13回芸術祭賞受賞作品
- ドキュメンタリードラマ 裁判 反対尋問（1959年、KRT）
- まぼろし探偵 （KRT）
  - 第1回「謎の怪電波」（1959年） - 石森金之助
  - 第10回「山火編集長おそわる」（1959年） - 森屋組組長
- 雑草の歌（NTV→KRT）
  - 第57回「光は歌声より」（1959年、NTV）
  - 第99回「たった二人の工場」（1960年、KRT）
- ホームラン教室（1959 - 1963年、NHK） ※レギュラー
- 民話劇場 / 里におりた小天狗（1959年、KRT）
- 人生はドラマだ 第18回「石井漠」（1960年、NTV）
- サンヨーテレビ劇場（1960年、KRT）
  - 世は抜きとり
  - アゴ伝 前編、後編
- これが真実だ 第19回「流血桜田門」（1960年、CX）
- 廻れ人生（1960年、NTV）
  - 第15話「雲」
  - 第27話「戦国無情」
- ドキュメンタリードラマ 指名手配 第49回、第50回「殴り込み 前編、後編」（1960年、NET）
- 東レ サンデーステージ 第22回「駐車禁止」（1960年、NTV） ※第15回芸術祭奨励賞受賞作品
- NECサンデー劇場 / 破戒（1961年、NET）
- 美談（1961年、NHK）
- 夫婦百景（NTV）
  - 第152回「端境期の夫婦」（1961年）
  - 第194回「意地張り女房」（1962年）
- 糞尿譚（1962年、NTV） - 吉村運平 ※原作・火野葦平
- こどものためのドラマ入選作「蒼い芽」（1962年、NHK）
- 短い短い物語 第34回「檻」（1962年、NET）
- 花王ファミリー劇場 / 純愛シリーズ 第42回「川向う物語 小さな屋根の下」（1962年、TBS）
- 人生の四季 第57回「郭公」（1962年、NTV） ※原作・城山三郎「行者堂への道」
- 愛の劇場 第160回「田園に死す」（1962年、NTV） ※脚本・寺山修司
- ダイヤル110番（NTV / YTV）
  - 第268話「斜陽の部屋」（1962年）
  - 第285話「麻薬予備軍」（1963年）
  - 第318話「手錠」（1963年）
  - 第360話「彼らの悪い夏」（1964年）
- タケダアワー（TBS / 宣弘社プロ）
  - 隠密剣士
    - 第二部 忍法甲賀衆 第11話（1963年） - 百姓
    - 第五部 忍法風摩一族 第1話（1963年） - 伊賀忍者・作左ヱ門
    - 第七部 忍法根来衆 第1 - 3、5 - 8話（1964年） - 紀州組忍者・与籐次

  - 新隠密剣士 第1部「忍秘影一族」第1話（1965年）
  - ウルトラQ 第22話「変身」（1966年、円谷プロ） - 村人 ※ノンクレジット
  - 怪奇大作戦 第6話「吸血地獄」（1968年、円谷プロ） - 植松（庭師）
  - シルバー仮面 第2話「地球人は宇宙の敵」（1971年） - 坊主
- 大河ドラマ（NHK）
  - 花の生涯（1963年） - 山番八蔵
  - 風と雲と虹と（1976年） - 小一条院家人 / 下人
  - 獅子の時代（1980年） - 鞍吉
  - おんな太閤記 第21回「本能寺の変」、第22回「長浜の別れ」（1981年） - 住職
  - 山河燃ゆ（1984年） - 庭師
  - いのち（1986年） - 乗客
  - 太平記 第1話「父と子」（1991年） - 犬役人
- プロ（1963年、NTV）
- 七人の刑事（TBS）
  - 第1シリーズ 第104話「炎の中の孤独」（1963年）
  - 第2シリーズ 第164話「埋もれた男」（1965年）
- 日本映画名作ドラマ 第35回「鶯」（1964年、NET）
- 一千万人の劇場 / 案山子（1964年、CX）
- いまに見ておれ 第6話（1964年、TBS）
- 男ありて 第9回「光を求めて」（1964年、NTV）
- アッちゃん 第25話「選挙はおもしろい」（1965年、NTV / 国際放映）
- 甲州遊侠伝 俺はども安 第25話（1965年、CX / 国際放映）
- 丹下左膳 第10話、第11話（1965、TBS / 宣弘社プロ） - 吉田屋 ※中村竹弥版
- 快獣ブースカ 第15話「バラサで行こう!」（1966年、NTV / 円谷プロ） - 植甚（庭師）
- 特別機動捜査隊（NET / 東映）
  - 第122話「ひったくり」（1964年）
  - 第126話「天使の乳房」（1964年）
  - 第231話「彼岸花」（1966年）
  - 第363話「初恋の湖」（1968年）
  - 第406話「現代フリー女地図」（1969年）
  - 第411話「アバンチュールの女」（1969年）
  - 第420話「女囚」（1969年） - 親爺
  - 第425話「ドラキュラの牙」（1969年） - 直吉
  - 第436話「蟻の町」（1970年）
  - 第441話「赤い破門状」（1970年） - 飛鳥
  - 第450話「雨の中の慕情」（1970年） - 志村
  - 第451話「母恋し1,500キロ」（1970年） - 広崎
  - 第464話「玄界灘の夕焼け」（1970年） - 志村
  - 第469話「絶望の詩」（1970年） - 志村
  - 第486話「明日は来たらず」（1971年） - 河津
  - 第517話「華麗なる沈黙の街」（1971年） - 良造
  - 第529話「日本の悲劇」（1971年） - 老巡査
  - 第538話「愚かなる暴走」（1972年） - 男の客
  - 第540話「夜の誘惑者」（1972年） - 平吉
  - 第550話「ある異常人間」（1972年） -借家家主
  - 第585話「華麗なる貧困」（1973年） - 沼沢
  - 第600話「海は帰らない」（1973年） - 老漁師
  - 第610話「恐るべき幽霊」（1973年） - 源吉
  - 第620話「ある恐怖の記録やさしい女」（1973年） - 老人
  - 第753話「愛と死その罪」（1976年） - やきとり屋主人
- 新忍者部隊月光 第121話、第122話「動物村作戦 - 前篇、後篇 - 」（1966年、CX / 国際放映） - 村長
- マグマ大使 第29話「マグマ大使と自由の女神」（1967年、CX / ピー・プロダクション） - 「姥子ホテル」支配人
- 三匹の侍（CX）
  - 第4シリーズ 第22話「流転逆手斬り」（1967年）
  - 第5シリーズ 第11話「罠」（1967年） - 茶店の亭主
  - 第6シリーズ 第4話「さらば愛しき女よ」（1968年） - 八代甚六
- 悪魔くん 第22話「呪いの森の魔女」（1967年、NET / 東映東京制作所） - 徳衛門
- 刑事さん 第1シリーズ 第2話「女の証言」（1967年、NET / 東映東京制作所）
- コメットさん（TBS / 国際放映）
  - 第10話「パラソル空を飛ぶ」（1967年） - 洗濯屋
  - 第52話「突撃てるてる坊主」（1968年） - 下駄屋の主人
- 東芝日曜劇場 第562回「24才シリーズ NO.2」（1967年、TBS）
- 桃太郎侍 第3話「秘めたる過去」（1967年、NTV / 三船プロ） ※尾上菊之助版
- 昔三九郎 第10話「瓜二つ」（1968年、NTV / 三船プロ）
- マイティジャック 第9話「地獄への案内者」（1968年、CX / 円谷プロ） - 吉川春男（第五福洋丸漁労長）
- 丸太と包丁 第1話（1968年、NTV / 松竹）
- 五人の野武士（1968年、NTV / 三船プロ）
  - 第2話「剣豪 暁の対決」
  - 第8話「戦乱に咲く」 - 茂作
- 無用ノ介 第1話「虎穴にはいった無用ノ介」（1969年、NTV / 国際放映） - 小役人
- ライオン奥様劇場（CX / NMC）
  - 喪服の花嫁（1969年） - 堀江
  - 女の坂道（1973年） - 源次
  - 母さんの愛が聞こえる（1979年）
- 俺は用心棒（1969年、NET / 東映）
  - 第6話「きぬたの音」
  - 第26話「暁雲」
- 花のお江戸のすごい奴 第8話（1969年、CX / 東映・新国劇）
- 銭形平次（CX / 東映） ※大川橋蔵版
  - 第170話「お関殺し」（1969年） - 和七
  - 第265話「子供たちの城」（1971年） - えびすや徳兵ヱ
  - 第335話「おしのが帰って来た」（1972年） - 三浦屋久七
  - 第416話「死神が子を招く」（1974年） - 清兵衛
  - 第561話「八五郎大いに嘆く」（1977年） - 茂七
  - 第696話「初手柄のんびり同心」（1979年） - 六助
  - 第705話「みみずく屋敷の花嫁」（1980年） - 甚五兵ヱ
- 水曜劇場 / 時間ですよ 第1シリーズ（1970年、TBS）
- 孤島の太陽（1970年、CX）
- 鬼平犯科帳 第1シリーズ（1970年、NET / 東宝）※松本白鸚版
  - 第34話「むかしの男」 - 松浦与助
  - 第55話「深川、千鳥橋」‐ 金兵衛
  - 第2シリーズ 第12話「鈍牛」 - 役名なし・そば屋の主人
- 大忠臣蔵（1971年、NET / 三船プロ） - 五平
- 軍兵衛目安箱 第9話「消えた侍」（1971年、NET / 東映） - 孫市
- 人形佐七捕物帳 第14話「二人お信乃」（1971年、NET / 東宝） - 和助
- 小川真由美主演・女ねずみ小僧シリーズ（CX）
  - 浮世絵 女ねずみ小僧 第1シリーズ 第4話「落日の決闘」（1971年、C.A.L）
  - ご存知!女ねずみ小僧 第28話「鯉が命を呑んだ」（1977年、松竹） - 金兵衛
- 仮面ライダーシリーズ（MBS / 東映）
  - 仮面ライダー 第58話「怪人毒トカゲ おそれ谷の決斗!!」（1972年） - 毒トカゲ人間態
  - スカイライダー 第26話「3人ライダー対ネオショッカーの学校要塞」（1980年） - 老巡査
- 太陽にほえろ!（NTV / 東宝）
  - 第2話「時限爆弾 街に消える」（1972年） - 貸しボート"たまりや"の主人
  - 第49話「そのとき、時計は止まった」（1973年） - クリーニング屋店主
  - 第165話「回転木馬の女」（1975年） - 農夫
  - 第223話「あせり」（1976年） - 富士アパート大家
  - 第256話「ロッキー刑事登場!」（1977年） - 農夫
  - 第263話「罠」（1977年） - 釣り堀の主人
  - 第351話「密室殺人」（1979年） - 陶磁器店の元経営者
  - 第434話「ある誘拐」（1980年） - タバコ屋の店主
  - 第504話「バイオレンス」（1982年） - 屋台の店主
  - 第562話「ブルース刑事登場!」（1983年） - 住職
  - 第640話「妻への疑惑」（1985年） - おでん屋台の店主
  - 第645話「ラガーの華麗なプレー」（1985年） - 「串元」店主
  - 第667話「デュークという名の刑事」（1985年） - 三上食堂店主
- 泣くな青春 第11話「父と子の接点」（1972年、CX / 東宝） - 古本屋の主人
- 愛の戦士レインボーマン 第21話「電流人間をやっつけろ!!」（1973年、NET / 東宝） - パン屋の主人
- 荒野の素浪人（NET / 三船プロ）
  - 第1シリーズ 第64話「魔ノ山 死の片道手形」（1973年） - 勘平
  - 第2シリーズ（1973年）
    - 第11話「地獄の沙汰」
    - 第38話「落ちた偶像」 - 居酒屋の親爺
- 旅人異三郎 第5話「おんな仁義が火祭りに映えた」（1973年、12ch / 三船プロ） - 文蔵
- 剣客商売 （1973年、CX / 東宝・俳優座） - 三冬の老僕・嘉助 ※加藤剛・山形勲版
  - 第11話「身代金千両」
  - 第14話「三冬の女ごころ」
- ファイヤーマン 第24話「夜になくハーモニカ」（1973年、NTV / 円谷プロ / 萬年社） - 係員
- 木曽街道いそぎ旅 第14話「赤鉢巻の二両の助っ人」（1973年、CX / C.A.L）
- 荒野の用心棒 第25話「廃墟の宿に母恋唄が聞えて…」（1973年、NET / 三船プロ） - 物売り親父
- ウルトラシリーズ（TBS / 円谷プロ）
  - ウルトラマンタロウ 第25話「燃えろ!ウルトラ6兄弟」（1973年） - 灯台職員
  - ウルトラマンレオ 第46話「恐怖の円盤生物シリーズ! 戦うレオ兄弟! 円盤生物の最後」（1975年） - 大伴（地主）
- 伝七捕物帳（NTV / ユニオン映画）
  - 第3話「家名に泣く母」（1973年）
  - 第94話「男ごころに十手が光る」（1975年） - 仁兵衛
  - 第144話「男一匹度胸が御座る」（1977年） - 飯屋の親爺
- 花王 愛の劇場（TBS）
  - 放浪記 第6、7、17話（1974年） ※樫山文枝版
  - 名もなく貧しく美しく（1976年）
  - 転落の詩集（1978年） - 滝沢（駐在）
  - ひなたぼっこ（1998年） - 桂木寛吾
- キカイダー01 第38話「必殺の仕掛 血闘三つ巴!」（1974年、NET / 東映） - 源（郵便配達夫）
- 大江戸捜査網（12ch→TX）
  - 第139話「非情の町の掟」（1974年）
  - 第341話「姿なき闇の仕掛人」（1978年）
  - 第404話「金塊の陰で泣く女」（1979年）
  - 第430話「刺青芸者 皆殺しの謎」（1980年）
  - 第442話「必死の御金蔵破り」（1980年）
  - 第462話「浮世絵が明かす大爆破の謎」（1980年）
  - 第476話「運命に泣く幸薄き女」（1981年）
  - 第507話「傷だらけの人質救出作戦」（1981年）
  - 第579話「艶花一輪 闇を濡らす赤い殺意」（1983年）
  - 第597話「悪徳人妻市場 裏切りの情事」（1983年）
  - 第603話「泣くな妹よ!岡っ引行進曲」（1983年）
  - 第625話「兇悪軍団怒る! 偶然の恐怖」（1983年） - 為吉
- 特捜記者 第13話「生き残った女」（1974年、KTV / 松竹）
- 少年ドラマシリーズ（NHK）
  - 霧の湖（1974年） - 小林巡査
  - あんずよ燃えよ（1981年） - じいや
- 赤い迷路 第7話（1974年、TBS）[3]
- 非情のライセンス 第2シリーズ 第17話「兇悪の誇り」（1975年、NET / 東映） - 清掃人
- おんな浮世絵・紅之介参る! 第18話「闇法師哀れ」（1975年、NTV / ユニオン映画）
- 破れ傘刀舟悪人狩り（NET / 三船プロ）
  - 第22話「狂った白刃」（1975年） - 親爺
  - 第29話「白の恐怖」（1975年） - 弥兵衛
  - 第61話「さむらい無情」（1975年） - 五平
  - 第82話「黄金地獄」（1976年） - 吾作
- 土曜劇場 / 6羽のかもめ 第23話「非常識」（1975年、CX）
- 東海テレビ制作昼の帯ドラマ（THK）
  - 花くらべ（1975年、近代放映） - 婦人科医師
  - 約束の夏（1992年）- 中川庄之輔
- 影同心 第11話「情けに賭けて殺し節」（1975年、MBS / 東映） - 徳松
- 大都会シリーズ（NTV / 石原プロ）
  - 大都会 闘いの日々 第19話「受難」（1976年）
  - 大都会 PARTII
    - 第15話「炎の土曜日」（1977年）
    - 第46話「霊感聖少女」（1978年）
- 三男三女婿一匹 第1シリーズ 第1話（1976年、TBS / テレパック） - 患者
- 秘密戦隊ゴレンジャー 第77話「黒い恐怖!!吸血へび女」（1977年、NET / 東映） - 村の駐在
- 横溝正史シリーズ / 悪魔が来りて笛を吹く 第3話（1977年、MBS / 東宝） - 椿英輔を船に乗せた漁師
- 破れ奉行 第19話「怨花 夜霧のお竜」（1977年、ANB / 中村プロ） - 仁平
- NHK特集 / 日本の戦後 第6回「くにのあゆみ 戦後教育の幕あき」（1977年、NHK） - 土屋俊治
- 新五捕物帳（NTV / ユニオン映画）
  - 第3話「江戸の花 夢の初恋」（1977年） - 弥助
  - 第36話「黒いかわら版」（1978年）
  - 第78話「夢に消えた父子唄」（1979年）
  - 第106話「涙ひとすじ義姉弟」（1980年）
  - 第176話「お文恋唄」（1982年）- 木戸番・源爺
- ロボット110番 第32話「鬼コーチに負けるな」（1977年、ANB / 東映） - 一心商事社長
- 達磨大助事件帳（1977年、ANB / 国際放映 / 前進座）
  - 第4話「待っていた女」 - 茂平
  - 第9話「夜明けの父娘」 - 大家徳兵衛
- 金曜ドラマ / あにき 第11、13話（1977年、TBS） - 毛利
- 桃太郎侍 第65話「桃太郎一家のお正月」（1978年、NTV / 東映） - 伝兵ヱ ※高橋英樹版
- 透明ドリちゃん 第8話「タローとジロー」（1978年、ANB / 東映） - 研究所の守衛
- 江戸の鷹 御用部屋犯科帖 第19話「赤い疑惑の罠を斬る」（1978年、ANB / 三船プロ）
- Gメン'75（TBS / 東映）
  - 第158話「警官だけを殺せ!」（1978年） - アパートの大家
  - 第169話「深夜バスの乗客大量殺人事件」（1978年） - 岩下
  - 第195話「プロ野球殺人事件」（1979年） - 別荘管理人
  - 第224話「九月の海から出てきた女の手首」（1979年） - 竜王島駐在所巡査
  - 第231話「危機一髪!車椅子の女刑事」（1979年） - 武井元吉社長
  - 第258話「大空港の逃亡者」（1980年） - アパートの大家
  - 第352話「野良犬コロの殺人」（1982年） - 管理人
- 土曜グランド劇場（NTV）
  - オレの愛妻物語 第1話（1978年） - 岡部
  - 事件記者チャボ! 第12話「チャボ! みんなでグレれば恐くない?」（1984年、ユニオン映画） - 尾崎
- ゴールデンドラマシリーズ / 飢餓海峡 第3話（1978年、CX / バリアンツ）
- 若さま侍捕物帳 第16話「参上!!幻の用心棒」（1978年、ANB / 国際放映・前進座） - 七兵衛
- 破れ新九郎 第3話「ねずみ小僧 獄門首」（1978年、ANB / 中村プロ）
- 森村誠一シリーズII / 野性の証明（1979年、MBS / 東映） - おでん屋台の主人
- 熱中時代 先生編 第1シリーズ 第21話「人情タコ焼き先生」（1979年、NTV） - 質屋の主人
- 江戸の激斗 第12話「通り雨」（1979年、CX / 東宝）
- 駆け込みビル7号室 第9話「野球トバクを追え!連続三振は死の匂い」（1979年、CX / 三船プロ）
- 同心部屋御用帳 新・江戸の旋風 第6話「春はまだか桜草」（1980年、CX / 東宝） - 番太郎
- 江戸の牙 第22話「女郎蜘蛛が泣いた」（1980年、ANB / 三船プロ） - 政三
- 西部警察シリーズ（ANB / 石原プロ）
  - 西部警察 第29話「島原の子守唄」（1980年）
  - 西部警察 PART-III 第57話「5分間の逆転!!」（1984年）
- 長七郎天下ご免! 第56話「ちゃんが覗いた火焔地獄」（1980年、ANB / 東映） - 藤八
- ザ・ハングマン 第23話「人さらいベビーホテル」（1981年、ABC / 松竹芸能） - ドライブインの主人
- ぼくらの時代（1981年、TBS / 木下プロ）
- 文吾捕物帳 第5話「悲しき魔剣」（1981年、ANB / 三船プロ）
- 旅がらす事件帖 第13話「野辺の送りの鬼太鼓」（1981年、KTV / 国際放映）
- 特捜最前線（ANB / 東映）
  - 第264話「白い手袋をした通り魔!」（1982年）
  - 第280話「黙秘する女!」（1982年）
  - 第306話「絞殺魔の記念写真!」（1983年）
  - 第358話「単身赴任殺人事件!」（1984年）
  - 第371話「7月の青春レクイエム!」（1984年）
  - 第385話「新幹線出張殺人!」（1984年）
  - 第438話「美しい狙撃者!殺意を呼ぶマネーゲーム!」（1985年）
  - 第462話「大崎の女・凍死トリック、死を招く雨!」（1986年）
  - 第488話「強殺犯逃亡・あぶない道連れ!」（1986年）
- 同心暁蘭之介（1982年、CX / 杉友プロ）
  - 第34話「怨みの錦絵」
  - 第37話「お姫様がいっぱい」
- 右門捕物帖 第5話「謀殺・からくり御用帖」（1982年、NTV / ユニオン映画 / 杉友プロ）
- 天まであがれ! 2 第10話（1983年、NTV / ユニオン映画） - 校長
- 新大型時代劇 / 宮本武蔵（1984年 - 1985年、NHK） - 彦兵衛
- 勝手に!カミタマン 第2話「突然! トロピカル神社」（1985年、CX） - 老人
- 土曜ワイド劇場 / 市毛良枝の美女探偵シリーズ 第1作「ダイエット殺人事件」（1985年、ABC / スタッフアズバーズ）
- 金曜女のドラマスペシャル / 密室の殺意 新築マンション殺人事件（1985年、CX）
- どうぶつ通り夢ランド 第2話「拒食症の子犬を救え!」（1986年、ANB / 国際放映）
- 銀河テレビ小説 / まんが道（1986年、NHK） - 鶴の湯主人
- 六本木ダンディーおみやさん 第1話「女刑事班初出動!」（1987年、ABC / アズバーズ）
- 木曜ゴールデンドラマ（YTV）
  - 父と娘・七色の絆（1987年、ユニオン映画）
  - 松本清張の老春（1990年、松竹・霧企画）
- 代議士の妻たち 第1シリーズ（1988年、TBS）
- はぐれ刑事純情派 第2シリーズ 第6話「老いらくの恋殺人事件」（1989年、ANB / 東映）
- ザ・刑事 第2話「謎の共犯者・走れB級デカ!」（1990年、ANB / 東宝） - 島田
- 参議院選挙スペシャル大胆予測ドラマ　「永田町〜平成元年の変」総理役
- 木曜スペシャル Mr.MARIC PRESENTS「サイキックシアター Mr.マリック超魔術V」（1990年、NTV）
- 世にも奇妙な物語（CX）
  - 第153話「ボクの好きな先生」（1991年）
  - 第244話「サブリミナル」（1992年）
- 火曜サスペンス劇場 / 青い薔薇殺人事件（1993年、NTV / にっかつ撮影所）
- 超光戦士シャンゼリオン 第14話「サヨナラ、朱美」（1996年、TX） - 老人
- TOKYO23区の女 第8話「墨田区の女」（1996年、CX）
- 木曜劇場 / こんな恋のはなし 第12話（1997年、CX / 共同テレビジョン）
- 日曜劇場「海まで５分」(１９９８年TBS)
- ひなたぼっこ 第4週「『ラーメン味しん』今年もよろしく!」（1999年、TBS） - 桂木寛吾 ※遺作

### 舞台
- エー・アンド・ピープロデュース公演「12人の浮かれる男」（1980年、紀伊國屋ホール） - 陪審員8号

## 参考資料
- 日本映画人名事典 男優篇 上巻（1996年、キネマ旬報社 編）